# Inca de Wetmore
Coeligena orina
Espèce
Répartition géographique
Statut de conservation UICN

 EN B1ab(ii,iii,v);C2a(i) : En danger
Statut CITES
L'Inca de Wetmore, Coeligena orina, est une espèce de colibris de la sous-famille des Lesbiinae et de la tribu des Heliantheini. ITIS ne reconnaît pas cette espèce et la considère comme une sous-espèce de l'inca de Bonaparte.

## Répartition et habitat
L'Inca de Wetmore est endémique de la Colombie. Il vit dans la forêt de nuage et dans le páramo.